# مرد بیمار اروپا

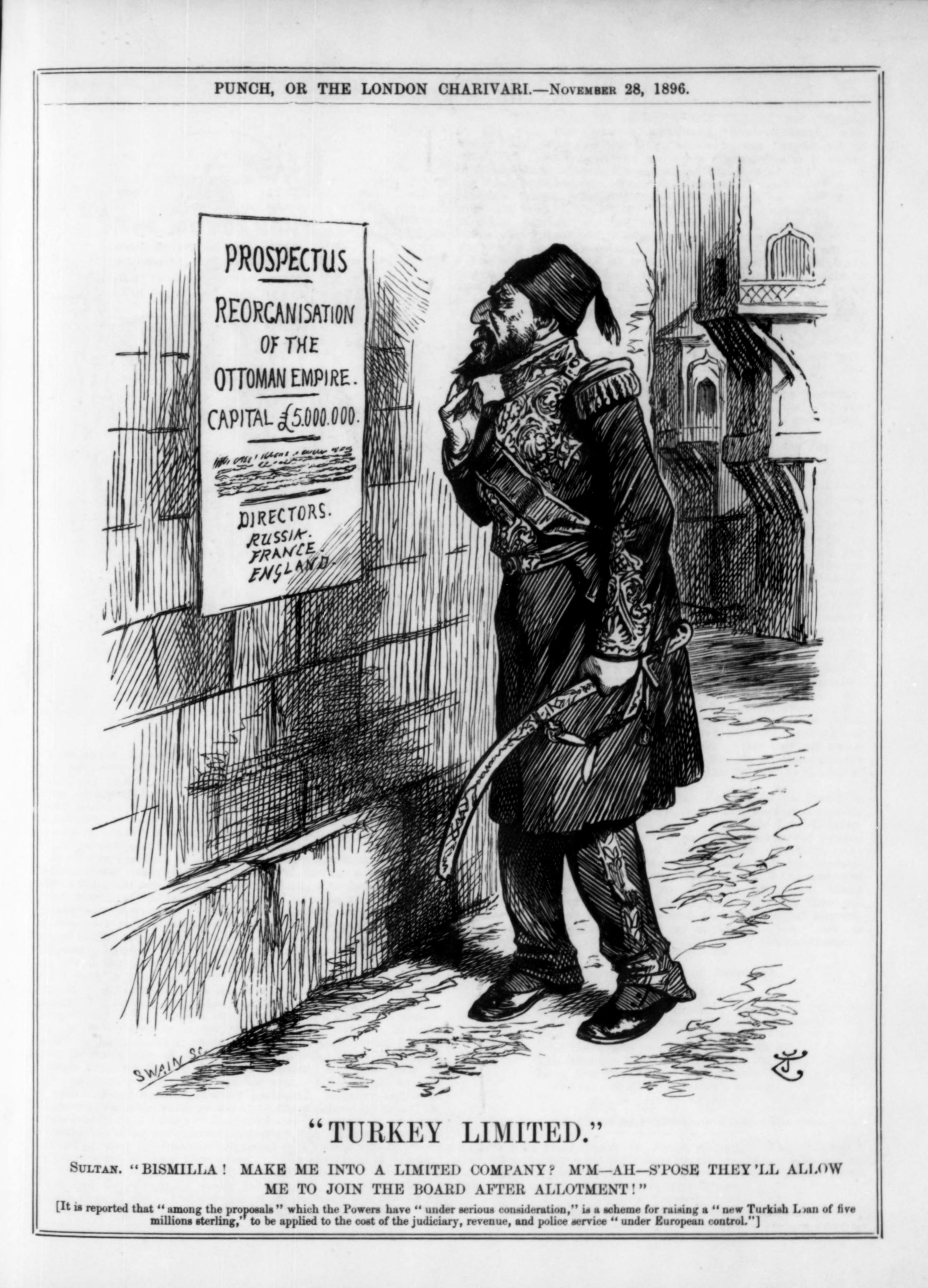
کاریکاتوری از مجله پانچ، در تاریخ ۲۸ نوامبر ۱۸۹۶. این کاریکاتور سلطان عبدالحمید دوم را در برابر پوستری نشان می‌دهد که ورشکستگی امپراتوری عثمانی را اعلام می‌کند. ارزش امپراتوری ۵ میلیون پوند تخمین زده شده است و امپراتوری روسیه، جمهوری سوم فرانسه و پادشاهی متحد بریتانیای کبیر و ایرلند به‌عنوان مدیران سازماندهی مجدد انتخاب شده‌اند. این کاریکاتور وضعیت بسیار بد اقتصاد عثمانی را در آن زمان به‌طور طنز بیان می‌کرد.

مرد بیمار اروپا اصطلاحی بود که به امپراتوری عثمانیِ در حال ضعف و زوال گفته می‌شد. در عرف دیپلماتیک مرد بیمار را به کشوری
می‌گویند که احتمال سقوط آن وجود دارد.
در ۱۸۴۴ نیکلای اول تزار روسیه در سفر خود به انگلستان به لرد ابردین و لرد پالمرستون گفت: «عثمانی مردی در حال نزع است. ما می‌توانیم او را زنده نگاه داریم، اما او خواهد مرد و باید بمیرد.»
لرد جان راسل سیاستمدار انگلیسی که رهبری حزب ویگ (این حزب بعدها به حزب محافظه‌کار شهرت یافت) را در دست داشت به نقل از نیکلای اول، تزار روسیه، حکومت در حال ضعف و زوال عثمانی را مرد بیمار اروپا نامید و از آن به بعد این اصطلاح در روابط بین‌الملل ماندگار شد.
در طول دهه‌های ۱۹۶۰ تا ۱۹۸۰، این اصطلاح به‌طور قابل توجهی برای بریتانیا نیز استفاده می‌شد، زمانی که با فروپاشی امپراتوری، جایگاه ابرقدرتی خود را از دست داد و جزایر اصلی آن شاهد صنعتی‌زدایی قابل توجهی بودند، همراه با تورم بالا و ناآرامی‌های صنعتی - مانند زمستان نارضایتی - از جمله مجبور شدن به درخواست وام از صندوق بین‌المللی پول (IMF). از اواسط دهه ۲۰۱۰ و تا دهه ۲۰۲۰، اصطلاح مورد استفاده برای بریتانیا پس از برگزیت، بحران هزینه‌های زندگی و رایج‌تر شدن اختلافات و اعتصابات صنعتی، دوباره رواج یافت.
از سال ۲۰۲۴، آلمان به دلیل رکود مداوم اقتصاد و به ویژه پایه صنعتی خود، از زمان همه‌گیری کووید-۱۹ و کاهش واردات گاز طبیعی ارزان از روسیه پس از حمله روسیه به اوکراین، معمولاً به عنوان «مرد بیمار اروپا» شناخته می‌شود. این موضوع با کمترین رشد تولید ناخالص داخلی آلمان در بین اقتصادهای بزرگ صنعتی G7 در مقایسه با سطح قبل از همه‌گیری نشان داده شده است. این کشور قبلاً در اواخر دهه ۱۹۹۰ تا اوایل دهه ۲۰۰۰ به عنوان «مرد بیمار» شناخته می‌شد.